# George Alexander (Lacrossespieler)
George Percival Alexander (* 1886 in Eccles; † 14. November 1929 in Wilmslow) war ein britischer Lacrossespieler. In zeitgenössischen Zeitungsberichten wurde sein Name – komplett falsch – auch als Gustav Alexander (1881–1967) wiedergegeben.

## Erfolge
George Alexander war bei den Olympischen Spielen 1908 in London Mitglied der britischen Lacrossemannschaft und spielte auf der Position eines Angreifers. Neben ihm gehörten außerdem Eric Dutton, George Buckland, Sydney Hayes, Wilfrid Johnson, Edward Jones, Reginald Martin, Gerald Mason, Johnson Parker-Smith, Hubert Ramsey, Charles Scott und Norman Whitley zum Aufgebot. Nach dem Rückzug der südafrikanischen Mannschaft wurde im Rahmen der Spiele lediglich eine Lacrosse-Partie gespielt, die zwischen dem Gastgeber aus Großbritannien und Kanada ausgetragen wurde. Nach einer 6:2-Halbzeitführung gewannen die Kanadier die Begegnung letztlich mit 14:10, sodass Alexander ebenso wie seine Mannschaftskameraden die Silbermedaille erhielt. Auf Vereinsebene spielte er für den Eccles Lacrosse Club.